# Hemiramphus brasiliensis
Hemiramphus brasiliensis är en fiskart som först beskrevs av Carl von Linné 1758.  Hemiramphus brasiliensis ingår i släktet Hemiramphus och familjen Hemiramphidae. Inga underarter finns listade i Catalogue of Life.